# Símbolos patrios de Italia

## Bandera

Ratio 2:3

Bandera de la Armada.

Bandera de la Marina mercante.

La bandera de Italia es una tricolor formada por tres franjas verticales e iguales con los colores blanco (al centro), rojo (derecho) y verde (izquierdo).
Tiene su origen en un estandarte con esos mismos colores entregado por Napoleón en noviembre de 1796 a un cuerpo de voluntarios de la Legión Lombarda que se incorporaron al ejército francés.
El 17 de abril de 1797, el estandarte tricolor fue adoptado como emblema de la República Cispadana reunida en Reggio Emilia.
Los representantes de Reggio Emilia propusieron adoptar la tricolor como bandera del nuevo estado libre que se había creado en aquellos momentos. En la Asamblea de Reggio se propuso unir Milán a las cuatro ciudades de Reggio Emilia que se encontraban bajo dominio napoleónico pero como no fue posible se decidió por lo menos establecer una misma bandera, este fue el origen de la bandera italiana. Con la caída de Napoleón en 1814, fue abolida por la restauración, pero volvió a ser utilizada durante las cinco jornadas de Milán.
Poco tiempo después fue izada sobre los campanarios de Milán, y en el punto más alto de la ciudad. El 24 de marzo de 1848, los austríacos tuvieron que abandonar Milán que había estado bajo dominio suyo. El rey de Piamonte-Cerdeña, Carlos Alberto de Saboya repartió la bandera tricolor entre las diferentes unidades del ejército piamontés que entraban en la Lombardía, en apoyo de los insurgentes y dispuso que en el centro de la misma se incorporase el escudo de la  Casa de Saboya. Desde este episodio la bandera tricolor ha sido el símbolo de la nación italiana. 
En 1849 en Roma, se constituyó la República Romana y Giuseppe Mazzini adoptó como bandera la tricolor, escribiendo sobre la franja blanca las iniciales de la República Romana. Pero oficialmente, con la proclamación del reino de Italia, el 17 de marzo de 1861 se adoptó la versión creada por Carlos Alberto de Saboya,  con el escudo Saboyano rematado por una corona real. Este modelo permaneció vigente ochenta años, hasta la caída de la monarquía, el 2 de junio de 1946 y desde aquel momento la bandera nacional está conformada sin ninguna insignia o escudo.
El poeta del siglo XIX, Francesco Dall'Ongaro, expuso la simbología de los colores de la bandera empleando una descripción del territorio italiano. "Blanco como los Alpes, rojo como los volcanes y verde como las llanuras de la Lombardía".

## Escudo

Escudo de Italia

El actual escudo de Italia, oficial desde 1948, fue realizado por Paolo Alberto Paschetto, ganador del concurso realizado para elegir el escudo de la recientemente proclamada República Italiana. Técnicamente hablando no se trata de un escudo sino de un emblema, puesto que no sigue las reglas heráldicas.
Se compone de una estrella blanca de cinco puntas con borde rojo, que representa a Italia, ubicada sobre una rueda dentada que simboliza el trabajo y el progreso. El conjunto está encerrado entre una rama de roble (derecha) como representación de la fuerza y una de olivo (izquierda) como alegoría. Las dos ramas se encuentran unidas por una cinta roja con la frase REPÚBLICA ITALIANA.

## Himno
El primer himno de Italia, desde la unificación en 1883, fue “La Marcia Reale d'Ordinanza” (o “Fanfara Reale”), himno oficial de la casa real de Saboya, y compuesto en 1831 siguiendo instrucciones de Carlo Alberto di Savoia.
En tiempos del régimen de Mussolini, este himno precedía habitualmente a "Giovinezza" en actos oficiales, como lo prescribían los reglamentos oficiales. Sin embargo, hubo un intento –fracasado- de compaginar ambos himnos. "Giovinezza" fue la sintonía de cierre de las emisiones diarias de radio hasta 1943. Una vez depuesto Mussolini, la radio italiana cerró por primera vez en 21 años sus emisiones a los acordes de la Marcia Reale. 
Al crearse la República Social italiana (o República de Saló) en el Norte de Italia, “Giovinezza” fue declarado himno oficial de dicha República, mientras en el resto de Italia (que seguía siendo una monarquía) se mantenía como himno oficial “La Marcia Reale”. Durante la dictadura de Mussolini, el “Inno degli italiani” fue usado por las organizaciones antifascistas en contraposición de la Marcha Real y la Giovenezza, debido a su contenido liberal y republicano.
El 12 de octubre de 1946, cuando se estableció la actual República, “La Marcia Reale” dejó de ser el himno oficial. Se le sustituyó, provisionalmente, por el “Inno degli italiani” (Himno de los Italianos, conocido también como Il Canto degli Italiani (El canto de los italianos) “Inno di Mameli” (Himno de Mameli, por su autor, Goffredo Mameli, que lo compuso con veinte años, en 1847 en Génova), y como “Fratelli d'Italia” (Hermanos de Italia), por el primer verso de su letra.
Hubo que esperar hasta el 17 de noviembre de 2005 para que se le declarara, oficialmente, Himno de Italia, aunque se solía tocar en los actos oficiales a falta de uno definitivo.
Curiosamente, el “Inno degli italiani” fue el elegido por Giuseppe Verdi, como representante de Italia en su Inno delle Nazioni, compuesto para la Exposición Internacional de Londres de 1862, junto al “Dios salve a la Reina” y a “La Marsellesa”.
- Datos: Q3961014
- Multimedia: Symbols of Italy / Q3961014